# 1ra. Sección de Izapa
1ra. Sección de Izapa är en ort i Mexiko.   Den ligger i kommunen Tuxtla Chico och delstaten Chiapas, i den sydöstra delen av landet, 900 km sydost om huvudstaden Mexico City. 1ra. Sección de Izapa ligger 279 meter över havet och antalet invånare är 1 329.
Terrängen runt 1ra. Sección de Izapa är platt söderut, men norrut är den kuperad. Terrängen runt 1ra. Sección de Izapa sluttar söderut. Runt 1ra. Sección de Izapa är det tätbefolkat, med 442 invånare per kvadratkilometer. Närmaste större samhälle är Tapachula, 9,5 km väster om 1ra. Sección de Izapa. Omgivningarna runt 1ra. Sección de Izapa är en mosaik av jordbruksmark och naturlig växtlighet.